# كلاتة أقانبي (بدرانلو)
كلاتة أقانبي (بالفارسية: کلاته آقانبی) هي قرية تقع في إيران في قسم بدرانلو الريفي. يقدر عدد سكانها بـ 365 نسمة بحسب إحصاء 2016.